# Goran Nisavic
Vuk Goran Nišavić (* 1973) ist ein serbischer American-Football-Funktionär. Nach einem Highschool-Abschluss in den Vereinigten Staaten studierte er an der Fakultät für Recht in Belgrad. 2005 wurde er zum Präsidenten von Beograd Vukovi, mit denen er sieben Mal serbischer Meister wurde und fünf Mal die Central European Football League gewann. 2014 wurde er zum ersten Vorsitzenden der IFAF Europe gewählt.